# Heart of Gold (bài hát của Neil Young)
"Heart of Gold" là ca khúc của ca sĩ - nhạc sĩ người Canada, Neil Young, nằm trong album Harvest (1972) và là đĩa đơn quán quân tại Mỹ duy nhất trong sự nghiệp của Young. Tại Canada, ca khúc này cũng đứng vị trí số 1 tại bảng xếp hạng của RPM vào ngày 8 tháng 4 năm 1972, cùng lúc khi album cũng giành vị trí quán quân tại đây. Tuy nhiên, tại bảng xếp hạng cuối năm của Billboard, ca khúc chỉ có được vị trí số 17. Năm 2004, tạp chí Rolling Stone xếp ca khúc ở vị trí số 297 trong danh sách "500 bài hát vĩ đại nhất".

## Xếp hạng
| Bảng xếp hạng (1972)     | Vị trí cao nhất |
| ------------------------ | --------------- |
| U.S. Billboard Hot 100   | 1               |
| Canadian RPM Top Singles | 1               |
| Norwegian Singles Chart  | 4               |
| Dutch Top 40             | 8               |
| U.K. Singles Chart       | 10              |

## Thành phần tham gia sản xuất
- Neil Young – hát, guitar acoustic, harmonica.
- Teddy Irwin – guitar.
- Ben Keith – pedal steel guitar.
- Tim Drummond – bass.
- Kenny Buttrey – trống.
- James Taylor, Linda Ronstadt – hát bè.